# 艾格勒蒙 (约讷省)
艾格勒蒙（法語：Aigremont，法語發音：[ɛɡʁəmɔ̃] ⓘ）是法国勃艮第-弗朗什-孔泰大區约讷省的一个市镇，属于欧塞尔区。

## 地理
艾格勒蒙（47°43'8"N, 3°53'25"E）面积6.82 平方千米，位于法国勃艮第-弗朗什-孔泰大區约讷省，该省份为法国中北部内陆省份，西接卢瓦雷省，西北接塞纳-马恩省，南至涅夫勒省，东临科多尔省，东北与奥布省接壤。
与艾格勒蒙接壤的市镇（或旧市镇、城区）包括：圣韦尔蒂、尼特里、艾格勒蒙附近利谢尔、瑟兰河畔普瓦伊。

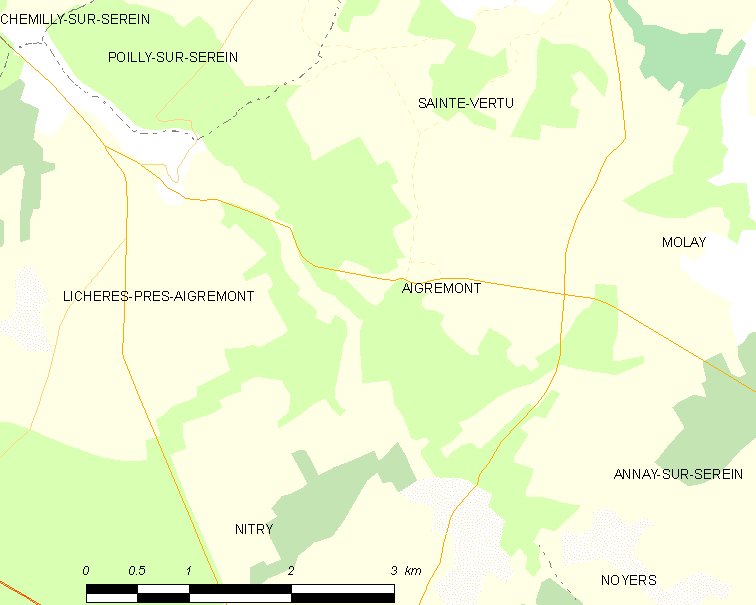
的OSM定位图

艾格勒蒙的时区为UTC+01:00、UTC+02:00（夏令时）。

## 行政
艾格勒蒙的邮政编码为89800，INSEE市镇编码为89002。

## 政治
艾格勒蒙所属的省级选区为沙布利县。

## 人口

1962-2008年间人口变化图示

艾格勒蒙于2022年1月1日时的人口数量为71人。